# Claudio Husaín
Claudio Daniel Husaín, född 20 november 1974, är en argentinsk före detta fotbollsspelare (mittfältare).
Claudio Husaín har mestadels spelat i Primera División de Argentina under sin karriär. Han har sammanlagt varit med och vunnit sex mästerskap i ligan. Tre titlar med River Plate och ytterligare tre med Vélez Sársfield. Husaín har även representerat Napoli i Italien under två kortare perioder. Husaín har spelat 24 A-landskamper för Argentina och han fanns med i truppen till VM 2002.